# Koki Kazama
Koki Kazama (風間 宏希 Kazama Koki?), född 19 juni 1991 i Hiroshima prefektur, är en japansk fotbollsspelare.
Kazama spelade för Kawasaki Frontale. 2014 flyttade han till Giravanz Kitakyushu. Han spelade 122 ligamatcher för klubben. Efter Giravanz Kitakyushu spelade han för Montedio Yamagata, Thespakusatsu Gunma och FC Ryukyu.